# Mylothris
Mylothris es un género de mariposas de la subfamilia Pierinae. Se encuentra en África y México

## Species
Listado alfabéticamente por grupos.
Especies del grupo chloris:
- Mylothris agathina (Cramer, [1779]) – Eastern Dotted Border or Common Dotted Border
- Mylothris arabicus Gabriel, 1954
- Mylothris asphodelus Butler, 1888
- Mylothris chloris (Fabricius, 1775) – Western Dotted Border or Common Dotted Border
- Mylothris continua Aurivillius, 1910
- Mylothris poppea (Cramer, [1777])
- Mylothris rhodope (Fabricius, 1775) – Tropical Dotted Border or Rhodope

Especies del grupo trimenia:
- Mylothris croceus Butler, 1896
- Mylothris smithii (Mabille, 1879)
- Mylothris splendens Le Cerf, 1927
- Mylothris trimenia Butler, 1869 – Trimen's Dotted Border

Especies del grupo sagala:
- Mylothris jacksoni Sharpe, 1891 – Jackson's Dotted Border
- Mylothris sagala Grose-Smith, 1886 – Dusky Dotted Border

Especies del grupo bernice:
- Mylothris bernice (Hewitson, [1866])
- Mylothris carcassoni van Son, 1948

Sin grupo:
- Mylothris aburi Larsen & Collins, 2003
- Mylothris alberici Dufrane, 1940
- Mylothris alcuana Grünberg, 1910
- Mylothris atewa Berger, 1980
- Mylothris basalis Aurivillius, 1906
- Mylothris celisi Berger, 1981
- Mylothris citrina Aurivillius, 1898
- Mylothris crawshayi Butler, 1896
- Mylothris dimidiata Aurivillius, 1898
- Mylothris ducarmei Hecq, 2001
- Mylothris elodina Talbot, 1944
- Mylothris erlangeri Pagenstecher, 1902
- Mylothris ertli Suffert, 1904
- Mylothris eximia Hecq, 2005
- Mylothris flaviana Grose-Smith, 1898
- Mylothris hilara (Karsch, 1892)
- Mylothris humbloti (Oberthür, 1888)
- Mylothris jaopura Karsch, 1893
- Mylothris kahusiana Hecq, 2001
- Mylothris kiellandi Berger, 1985
- Mylothris kilimensis Kielland, 1990
- Mylothris kiwuensis Grünberg, 1910
- Mylothris knoopi Hecq, 2005
- Mylothris leonora Krüger, 1928
- Mylothris lucens Hecq, 2005
- Mylothris mafuga Berger, 1981
- Mylothris mavunda Hancock & Heath, 1985
- Mylothris mortoni Blachier, 1912
- Mylothris ngaziya Oberthür, 1888
- Mylothris nubila (Möschler, 1884)
- Mylothris ochracea Aurivillius, 1895
- Mylothris ochrea Berger, 1981
- Mylothris phileris (Boisduval, 1833)
- Mylothris pluviata Berger, 1980
- Mylothris polychroma Berger, 1981
- Mylothris primulina Butler, 1897
- Mylothris rembina (Plötz, 1880)
- Mylothris ruandana Strand, 1909
- Mylothris rubricosta Mabille, 1890
- Mylothris rueppellii (Koch, 1865)
- Mylothris schoutedeni Berger, 1952
- Mylothris schumanni Suffert, 1904
- Mylothris similis Lathy, 1906
- Mylothris sjostedti Aurivillius, 1895
- Mylothris spica (Möschler, 1884)
- Mylothris subsolana Hecq, 2001
- Mylothris sulphurea Aurivillius, 1895
- Mylothris superbus Kielland, 1985
- Mylothris talboti Berger, 1980
- Mylothris xantholeuca (Hübner, 1819)
- Mylothris yulei Butler, 1897 –